# Victor Raider-Wexler
Victor Raider-Wexler (* 31. Dezember 1943 in Toledo, Ohio) ist ein US-amerikanischer Schauspieler, der sich vor allem durch sein Mitwirken an diversen Sitcoms einen Namen gemacht hat. Mit Vorliebe wird er als Darsteller eines Richters, Arztes oder Anwalts eingesetzt. Seine bisher größte wiederkehrende Rolle spielte er in der Serie King of Queens als Carries Vorgesetzten Mr. Kaplan beziehungsweise später Mr. Kaufman.

## Filmografie (Auswahl)
- 1974: Benji – Auf heißer Fährte
- 1995: Friends (Fernsehserie)
- 1996: Eine schrecklich nette Familie (Married with children, Fernsehserie)
- 1997: Emergency Room – Die Notaufnahme (ER, Fernsehserie)
- 1993–1998: Seinfeld (Fernsehserie)
- 1999: Crash Dive II (Counter Measures)
- 2001: Dharma & Greg (Fernsehserie)
- 2001: Ein Trio zum Anbeißen (Two Guys, a Girl and a Pizza Place)
- 2001: Dr. Dolittle 2
- 2001–2007: King of Queens (The King of Queens, Fernsehserie)
- 2003: Sabrina – Total Verhext! (Sabrina, the Teenage Witch, Fernsehserie)
- 1996–2004: Alle lieben Raymond (Everybody Loves Raymond, Fernsehserie)
- 2004: Boston Legal (Fernsehserie)
- 2004: Crossing Jordan – Pathologin mit Profil (Crossing Jordan, Fernsehserie)
- 2004: New York Cops – NYPD Blue (NYPD Blue, Fernsehserie)
- 2005: Dr. House (House, M.D., Fernsehserie)
- 2005: Without a Trace – Spurlos verschwunden (Without a Trace, Fernsehserie)
- 2007: Navy CIS (Fernsehserie)